# Pabulatrix
Pabulatrix là một chi bướm đêm thuộc họ Noctuidae.